# Colla Gegantera de Reus
La Colla Gegantera de Reus és un grup d'animació local de la ciutat de Reus encarregat de fer ballar els gegants de Reus, així com la mulassa de Reus. La Colla disposa d'un grup propi de grallers. La Colla es va formar a principis dels anys vuitanta i es va fundar oficialment l'1 de març de 1990. Una altra colla fa ballar el gegant Carrasclet, molt popular a Reus.

Els Gegants a Reus estan documentats des del 1621 i són certament anteriors. Els balladors dels gegants o geganters eren els antecessors dels actuals membres de la colla. A Reus els geganters actuen el dia de Corpus i el de la Festa Major (Sant Pere, el 29 de juny) i en alguna solemnitat concreta.

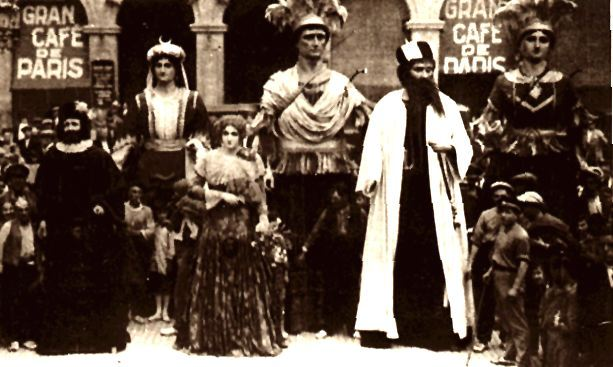
El gegants bicentenaris a principis del segle XX

Actualment la Colla porta els gegants no sols per la ciutat sinó que participa en moltes trobades geganteres arreu de Catalunya. La sortida dels gegants ve marcada pel repicar de la campana de Sant Bernat, al Campanar de Reus, que és anomenada Campana dels gegants. El nombre actual de gegants (sense contar el Carrasclet i els gegants infantils) és de deu. Al segle xviii només eren dues parelles: dos figures d'home moro i dos figures de dona del país. Una geganta negra va tenir una vida efímera a finals del segle xviii. Al segle xix es van construir tres parelles que encara es mantenen: els dos europeus (el Vitxet i la Vitxeta), els dos musulmans (el moro i la mora) i els dos indis americans (l'indi i l'índia), els primers petits, els segons mitjans i els tercers grans. La mulassa sempre havia acompanyat als gegants des començament del segle xvii. El 1929 els gegants van anar a l'Exposició Universal de Barcelona. El 1956 es va crear una nova parella per subscripció popular: el japonès i la japonesa, creació de l'escultor Ramon Ferran. El 1976 es va decidir completar la sèrie de races del món amb una parella negra (el negre i la negra) però l'encàrrec es va fer a un mestre faller de València i el resultat, no va tenir el suport popular perquè trencava amb l'estètica de la resta del grup. L'estrena el juny de 1977 a l'estadi del Reus Deportiu ja va marcar una mica el desencís de la gent. El 1989, per subscripció popular i amb l'aportació de l'ajuntament, es van encarregar dos nous gegants negres a l'escultor Ramon Ferran, i es van estrenar el mateix any a les Festes de Misericòrdia el 25 de setembre.
El mateix Ramon Ferran el 2005 va fer la substitució dels gegants bicentenaris per les seves rèpliques, presentats a Reus el 28 de juny del mateix any. Les figures originals estan ara en el Museu Municipal de la Ciutat.
Alguns barris tenen gegants propis (com Sant Roc i Santa Teresa) però ara ja no s'utilitzen i no tenen colla gegantera pròpia. El segle passat cada barri tenia un o una parella de gegants.